# Murder Ballads
Murder Ballads is het tiende album van Nick Cave and the Bad Seeds.
Het werd in 1996 uitgebracht op het label Mute Records.
De nummers op dit album zijn ballades, die hoofdzakelijk over moord en doodslag handelen.  Sommige nummers zijn duetten, waarvoor Nick Cave gastzangers en -zangeressen uitnodigde, waaronder:
- Kylie Minogue
- PJ Harvey
- Anita Lane
- Shane MacGowan

Murder Ballads werd tussen 1993 en 1995 opgenomen in de Atlantis Studios, Sing Sing en Metropolis Studios in Melbourne, Australië, en de Wessex Studios in Londen.
De mixing gebeurde in de Metropolis Studios (Melbourne) en Sarm West in Londen.
Het album werd geproduceerd door Nick Cave and The Bad Seeds zelf.
Het bekendste nummer is 'Where the Wild Roses Grow', een duet met Kylie Minogue, en tevens hun grootste hit tot dusver.

## Tracks
- Song Of Joy
- Stagger Lee
- Henry Lee
- Lovely Creature
- Where The Wild Roses Grow
- The Curse Of Millhaven
- The Kindness Of Strangers
- Crow Jane
- O'Malley's Bar
- Death Is Not The End

## Muzikanten
- Nick Cave
- Blixa Bargeld
- Thomas Wydler
- Conway Savage
- Martyn P. Casey
- Jim Sclavunos
- Mick Harvey
- Kylie Minogue
- Anita Lane
- Shane MacGowan
- PJ Harvey
- Terry Edwards
- Katharine Blake
- Jen Anderson
- Sue Simpson
- Kerran Coulter
- Helen Mountfort
- Hugo Race
- Warren Ellis
- Brian Hooper
- Spencer P. Jones
- Dave Graney
- Clare Moore
- Rowland S. Howard
- James Johnston
- Ian Johnston
- Geraldine Johnston
- Astrid Munday
- Mariella Del Conte
- Liz Corcoran